# 吉田直哉 (競馬)
吉田 直哉（よしだ なおや、1968年 - ）は 競走馬の生産者、獣医師。ウィンチェスターファーム代表。北海道出身。

## 経歴
1968年、吉田牧場の代表、吉田重雄の長男として生まれる。将来は必ず英語が必要になると考え、小学生の時に英会話を習い始める。
1993年に酪農学園大学卒業、獣医師資格を取得。1994年、アイルランドへ渡り牧場経営学を学ぶ。その後、ケンタッキー州のHagyard Equine Medical Instituteでウィリアム・フィッシュバックに師事する。
1998年日本に戻り、吉田牧場の経営に関わるが、2001年11月の父・重雄の死後は徐々に経営から遠ざけられた。
2002年6月、妻とともにケンタッキー州パリス地区にウィンチェスターファームを設立、代表となる。2004年12月、レキシントン市のイートンファームを買収する。2007年から2011年までケンタッキー大学グルック馬学研究センターの評議委員を務める。2013年、生産馬が初めてケンタッキーダービーに出走（Frac Daddy、16着）。
『優駿』にコラムやレース詳報を数多く寄稿している。

## 主な生産馬
※太字はGI・JpnI競走を示す。
- Tale of Ekati（2007年フューチュリティステークス、2008年ウッドメモリアルステークス、ジェロームハンデキャップ、シガーマイルハンデキャップ）[2][7]
- Nownownow（2007年ブリーダーズカップ・ジュヴェナイルターフ、2009年サンフェルナンドステークス）[2][8]
- エーシンジーライン（2012年小倉大賞典）
- Frac Daddy（2014年ベンアリステークス、カナダエクリプスステークス）
- エアハリファ（2015年根岸ステークス）
- ロータスランド（2021年関屋記念、2022年京都牝馬ステークス）
- Point Me By（2021年ブルースD.ステークス）
- Yuugiri（2022年ファンタジーステークス、2023サラブレッドクラブオブアメリカステークス）
- Joey Freshwater（2023年ベイショアステークス、2024ランハッピーステークス）
- Scottish Lassie（2024年フリゼットステークス、2025年コーチングクラブアメリカンオークス）